# Felicity Lott
Felicity Lott, (* 8. května 1947, Cheltenham) je anglická operní pěvkyně (sopranistka).

## Život
Narodila se v Cheltenhamu v hrabství Gloucestershire. Od svých nejranějších let byla muzikální. Na klavír a housle se začala učit ve věku 5 let, zpěv ve věku dvanácti let. Vystudovala Royal Holloway, University of London (klasická a románská filologie). V roce 1969 získala titul BA ve francouzštině a latině. Poté studovala na konzervatoři v Grenoblu a na Královské hudební akademii v Londýně. V roce 1975 debutovala v Anglické národní opeře jako Pamina v Mozartově Kouzelné flétně.

## Kariéra
Kariéra ji přivedla do všech světových operních domů. Zpívala hlavní role v operách Mozarta, R. Wagnera, R. Strausse, Offenbacha, Poulenca, Brittena, Henzeho, Bacha, Vivaldiho, Mahlera atd. Jednou z jejích zásadních rolí byla Maršálka v Růžovém kavalíru Richarda Strausse.
Je také jednou z předních zpěvaček své generace v oblasti písní a koncertů a spolupracuje s významnými dirigenty. Je známá jako interpretka písní anglických, francouzských a německých skladatelů. Vystupovala a zaznamenávala disky s J. Bostridgem a dalšími.

## Ocenění
Felicity Lott získala řadu čestných doktorátů. V roce 1990 ji francouzská vláda udělila „Řád umění a literatury" (Officier dans l’Ordre des Arts et des Lettres a v roce 2001 byla jmenována „Rytířem francouzské čestné legie" (Ordre national de la Légion d'honneur). V roce 1996 byla královnou Alžbětou II. jmenována „Dámou Řádu britského impéria" (The Most Excellent Order of the British Empire). V roce 2003 získala čestný titul „Bavorská komorní zpěvačka“ (Bayerische Kammersängerin). V roce 2007 jí byla udělena cena „Vítěz v klasické hudbě" (Victoires de la musique classique) za přínos k propagaci francouzské hudby.